# 에로 맨튀란타
에로 안테로 맨튀란타(핀란드어: Eero Antero Mäntyranta, 1937년 11월 20일 ~ 2013년 12월 29일)는 핀란드의 은퇴한 크로스컨트리 스키 선수이다. 그는 올림픽(1960-1968) 3번에서 7개의 메달을 획득했다. 이후 현역 마지막 올림픽인 삿포로에서 열린 1972년 동계 올림픽 30km 경기에서 19위를 했다.
2013년 12월 29일에 오울루에서 숙환으로 사망했다. 그의 조카 페르티 테우라얘르비 또한 크로스컨트리 스키 선수이다.

## 도핑
1972년에 맨튀란타는 도핑 앙성 반응을 보인 최초의 핀란드 운동 선수였다. 그는 나중에 그 해에 금지되지 않은 호르몬을 복용했다고 인정했다.

## 같이 보기
- 분류:핀란드의 육상 선수